# ゴーティエ2世・ド・ヴェクサン
ゴーティエ2世・ド・ヴェクサン（Gautier II de Vexin, 955年ごろ - 1017/24年）は、ヴェクサン伯、アミアン伯およびヴァロワ伯（在位：992年 - 1017/24年）。

## 生涯
ゴーティエ2世はヴェクサン伯ゴーティエ1世とアンジュー伯フルク2世の娘アデルの息子である。
1006年頃に、ゴーティエ2世はジュミエージュ修道院とサン＝ワンドリル修道院の税を免除し、ノルマンディー公国およびルーアン大司教区との良好な関係を示した。また、1013年にノルマンディー宮廷に亡命したイングランド王エドマンド2世の妹ゴドギフと息子ドルーの結婚交渉も行った。
1017年から1024年の間に、フランス王ロベール2世とブロワ伯ウード2世の対立の最中に亡くなった。この対立は、ゴーティエ2世の領地を息子たちの間で分割することに影響を与えた。アミアンとヴェクサンはカペー家派のドルーが、ヴァロワはブロワ家を支持するラウル3世がそれぞれ継承した。
980年頃にアデルという女性と結婚したが、この女性については何も知られていない。二人の間には以下の子女が生まれた。
- ドルー（1035年没） - ヴェクサン伯およびアミアン伯[3]
- ラウル3世（1038年没） - ヴァロワ伯[3]
- フルク1世（1035年没） - アミアン司教[3]